# Due cuori e una provetta
Due cuori e una provetta (The Switch) è un film del 2010 diretto da Will Speck e Josh Gordon.
Il film, sceneggiato da Allan Loeb e basato su una storia breve di Jeffrey Eugenides pubblicata sul New Yorker nel 1996, vede come protagonisti Jennifer Aniston e Jason Bateman, che interpretano due grandi amici che si dividono dopo la scelta di lei di diventare mamma con l'inseminazione artificiale, ritrovandosi poi qualche anno più tardi con un bambino che fatalmente farà mutare il loro rapporto.

## Trama
Kassie è una donna single quarantenne che decide di avere un figlio ricorrendo all'inseminazione artificiale. Il suo nevrotico e ipocondriaco amico Wally vorrebbe offrirsi come padre naturale, essendo anche segretamente innamorato di lei, ma Kassie ha già pianificato tutto e trovato un donatore: Roland. L'amica che gli preferisce un quasi sconosciuto è un duro colpo per Wally che, durante la "festa dell'inseminazione", dopo essersi ubriacato, rovescia accidentalmente lo sperma donato da Roland nel lavandino decidendo poi di riparare al danno sostituendovi il proprio. Nessuno saprà quanto avvenuto e lo stesso Wally, passata la sbronza, non ricorda più nulla dell'accaduto.
Kassie decide di ritornare dai suoi in Minnesota e dunque i due amici non si vedono più. Solo dopo sette anni, ritorna a New York con il figlio Sebastian che subito stringe una forte amicizia con Wally, al quale lo legano impressionanti similitudini, soprattutto caratteriali.
Dopo un chiarimento con l'amico Leonard, che gli era vicino la sera dello scambio del seme, Wally pur essendo ancora confuso, ricostruisce quanto accaduto, dando così una spiegazione alle evidenti somiglianze con Sebastian. Il problema ora è dirlo a Kassie, che nel frattempo ha preso a frequentare Roland, l'affascinante inseminatore tornato libero dopo il divorzio dalla moglie. A Sebastian è antipatico ma lei è comunque convinta che potrebbe essere il suo compagno ideale. Nella festa organizzata per annunciare il loro fidanzamento, Wally trova il coraggio per dire tutta la verità e anche per confessare pubblicamente il suo amore verso Kassie.
Lei sulle prime lo odia e non vuole più vederlo, poi, dopo averci riflettuto, torna da lui e così, per la gioia di Sebastian, i tre si uniscono a formare una famiglia.

## Produzione
La produzione del film partì nei primi mesi del 2009, quando la Mandate Pictures, società controllata dalla Lions Gate Entertainment, approvò la sceneggiatura presentata dall'autore Allan Loeb e basata sul racconto di Jeffrey Eugenides Baster, pubblicato nel 1996 sul New Yorker. Il titolo di lavorazione infatti, era proprio The Baster, poi cambiato nei mesi successivi nell'attuale titolo originale The Switch. Jennifer Aniston e Jason Bateman furono tra i primi attori ad entrare nel cast, nel mese di febbraio 2009. La fase di casting continuò anche nel mese di marzo, quando si aggiunsero altri attori, tra cui Jeff Goldblum.
A fine marzo 2009 iniziarono le riprese, svolte a New York. Dopo che le riprese furono terminate, si rese necessaria una fase di re-shoot, attuata nel mese di ottobre 2009.

## Distribuzione
Il film è stato distribuito nelle sale cinematografiche degli Stati Uniti dal 20 agosto 2010, distribuito dalla Miramax. In Italia è stato distribuito dalla Moviemax dal 5 novembre 2010.

## Accoglienza

### Incassi
Negli Stati Uniti il film ha incassato 8 436 713 dollari durante il week-end d'apertura e oltre 27 milioni di dollari in totale. Complessivamente la pellicola ha incassato circa 40 milioni di dollari in tutto il mondo.

### Critica
USA Today ha definito la trama completamente sconnessa dalla vita reale. «A volte i film imitano la vita reale, rivelando identità nascoste della condizione umana. Questo non è uno di quei casi.» ha scritto il quotidiano statunitense. Secondo il Chicago Tribune i principali limiti del film sono costituiti dai due registi, Josh Gordon e Will Speck, che non hanno saputo dare dinamicità al film, e il personaggio interpretato da Jeff Goldblum, che comprime le potenzialità dell'attore. Il San Francisco Chronicle ha apprezzato l'interpretazione di Jennifer Aniston, spiegando come l'attrice sia dotata di una rilassante e spontanea capacità comica. Commenti positivi si sono registrati anche per le interpretazioni di Jeff Goldblum e Juliette Lewis. Il film è stato candidato ai Razzie Awards 2010 nella sezione Peggior attrice protagonista per Jennifer Aniston, senza però vincerlo.